# دلفین (نرم‌افزار)
دلفین (به انگلیسی: Dolphin)، یک مدیر پرونده برای و قسمتی از مجموعهٔ نرم‌افزاری کی‌دی‌ای است. دلفین مدیر پروندهٔ پیش‌فرض در نسخهٔ فعلی کی‌دی‌ای، مجموعه نرم‌افزار (SC) کی‌دی‌ای نسخه ۴ است که می‌تواند به صورت اختیاری در نسخهٔ قبلی کی‌دی‌ای ۳ نصب شود. کانکرور همچنان مرورگر پیش‌فرض است و می‌تواند جایگزین دلفین برای کاربران قدرتمند باشد.
در نسخه‌های قبلی کی‌دی‌ای، کانکرور مرورگر و مدیر پرونده بودن را پشتیبانی می‌کرد، هر چند که کاربران سال‌ها به دلیل «پیچیدگی بیش از حد مورد نیاز برای یک ناوبری ساده در پرونده‌ها» از کانکرور انتقاد می‌کردند. در پاسخ به آن‌ها، دو عملکرد در دو برنامهٔ متفاوت تقسیم شد. در نسخهٔ ۴ کی‌دی‌ای دلفین به یک مدیر پروندهٔ کارآمد تبدیل شد، در حالی که در بسیار از کدها تا حد ممکن با کانکرور مشترک بود. پس از آن کانکرور با هدف اولیه یک مرورگر توسعه داده می‌شود.